# Foulques de Vexin
Foulques de Vexin ou Foulques Ier (2e moitié du Xe siècle - 1030) fut le 32e évêque d'Amiens issu de la Maison de Vexin qui détenait le comté d'Amiens.

## Biographie

### Famille
Foulques ou Fulco de Vexin était le fils de Gautier II comte de Vexin, Mantes, Amiens et Valois et d'une certaine Adèle, dont nous ne savons rien. Il était le frère cadet de Dreux de Vexin. Il fut un familier de la cour de France.
Son neveu, Foulques d'Amiens, lui succéda sur le siège épiscopal d'Amiens.

### Carrière ecclésiastique
En 992, il assista au Concile de Reims qui déposa l'archevêque Arnoult remplacé par Gerbert d'Aurillac sur le siège archiépiscopal. Son inconduite lors de pillage de biens ecclésiastiques provoqua plusieurs plaintes contre lui auprès de Gerbert qui le rappela par lettre à ses obligations pastorales, mettant les exactions commises sur le compte de sa jeunesse. 
Le pape Jean XVIII lui enjoignit de soutenir Ingelelard, abbé de Saint-Riquier pour qu'il recouvrât les biens de son abbaye.
En 1008, il assista à l'assemblée de Chelles et y contresigna avec le roi Robert II, une charte en faveur de l'Abbaye de Saint-Denis. En 1015, au concile provincial de Reims, il contresigna un acte en faveur de l'abbaye de Mouzon. En 1017, il contresigna un diplôme du roi Robert II en faveur de l’Église de Noyon.
En 1027, il assista au couronnement du roi Henri Ier.

## Pour approfondir